# Понсе Вайдес, Федерико
Хуан Федерико Понсе Вайдес (исп. Juan Federico Ponce Vaides; 26 августа 1889 — 16 ноября 1956) — гватемальский политический и военный деятель, занимавший пост президента страны с 4 июля по 20 октября 1944 года. Был свергнут Гватемальской октябрьской революцией.

## Биография
Понсе Вайдес пришёл к власти после отставки его предшественника, авторитарного Хорхе Убико-и-Кастаньеда. Генерал был изначально членом временной хунты, в которую входили также генералы Вилаган Эдуарда Ариса и Пинеда Буэнавентура. Во время голосования в парламент ворвался армейский отряд и принудил депутатов избрать президентом Понсе Вайдеса. С самого начала своего правления президент не скрывал своего презрения к парламенту и верховному суду, также как и собственное намерения править без каких-либо ограничений.
Понсе Вайдес не имел широкой поддержки ни в светском обществе, большая часть которого рассматривала новое правительство как фактическое продолжение диктатуры Хорхе Убико, ни в самой армии, офицеры которой презирали генерала, ранее вынужденного уйти в отставку из-за алкоголизма, и считали его позорным примером для вооружённых сил и страны. Правительство президента было свергнуто уже в октябре 1944 года, сам он скрылся в иностранном посольстве.